# ماریا مونتی
ماریا مونتی (ایتالیایی: Maria Monti؛ زادهٔ ۲۶ ژوئن ۱۹۳۵) بازیگر و خواننده-ترانه‌پرداز اهل ایتالیا است.
از فیلم‌ها یا سریال‌های تلویزیونی که وی در آن نقش داشته‌است، می‌توان به از دیدار مجدد شما خوشحالم، زندگی عجیب است، روزنگار سیاه، ۱۹۰۰، سرت را بدزد، احمق!، نامزد، کاپوت موندی، چه بر سر سولانژ آوردی؟ و گانگستر اشاره کرد.